# Yinlong
Yinlong (giản thể: 隐龙; phồn thể: 隱龍; Hán-Việt: ẩn long; bính âm: yǐn lóng) là một chi khủng long ceratopsia cơ sở sống vào thời kỳ Jura muộn tại Trung Á. Nó là một loài động vật ăn thực vật nhỏ đi hai chân. Yinlong cũng là một trong những chi ceratopsia cổ và nguyên thủy nhất.